# Bae Jun-seo
Dans ce nom coréen, le nom de famille, Bae, précède le nom personnel.
Pour les articles homonymes, voir Bae.
Bae Jun-seo (né le 25 décembre 2000) est un taekwondoïste sud-coréen. 

## Carrière
Il remporte la finale des championnats du monde de taekwondo 2019 à Manchester en poids fin (54 kg). Dans la même catégorie, il est sacré champion d'Asie en 2021. Il est ensuite champion d'Asie dans la catégorie des poids mouches (-58 kg) en 2022 à Chuncheon, puis médaillé d'argent en moins de 54 kg aux Championnats du monde de taekwondo 2022 à Guadalajara.
Il est médaillé d'or en moins de 58 kg aux Championnats du monde de taekwondo 2023 à Bakou.